# NGC 1124
NGC 1124 је спирална галаксија у сазвежђу Пећ која се налази на NGC листи објеката дубоког неба.
Деклинација објекта је - 25° 42' 5" а ректасцензија 2h 51m 36,0s. Привидна величина (магнитуда) објекта NGC 1124 износи 14,0 а фотографска магнитуда 14,9. NGC 1124 је још познат и под ознакама ESO 480-7, MCG -4-7-47, PGC 10838.